# Де Кар, Лоранс
Лоранс де Кар (фр. Laurence des Cars; род. 13 июня 1966, Антони) — французский музейный работник, специалист по искусству XIX и начала XX века. Бывший директор Музея Орсе и его филиала Музея Оранжери. Назначена президентом Эмманюэлем Макроном директором музея Лувр с 1 сентября 2021 года, сменит Жан-Люка Мартинеса и станет первой женщиной на этом посту.
Дочь журналиста и писателя Жана де Кара (в 2017 году на русском языке издана его книга «Вена. Роман с городом») и внучка писателя Ги де Кара, автора популярных романов, из которых «Дерзкая красота» и «Обманщица» изданы на русском языке в 1998 и 1996 году соответственно. Принадлежит к одной из старейших знатных семей Франции, происходящей из Лимузена, лояльной к монархии Бурбонов. Коммуна Ле-Кар находится в 30 км от Лиможа.
В 1994 году начала работать в Музее Орсе куратором живописи. В 2007 году стала научным директором агентства France Muséums, представляющего Францию в создании музея Лувр Абу-Даби. В январе 2014 года министром культуры Орели Филиппетти назначена  директором Музея Орсе, а также в 2017 году президентом Франсуа Олландом директором его филиала — Музея Оранжери.
В 2003 году на русском языке издана книга «Прерафаэлиты. Модернизм по-английски» (Les Préraphaélites : Un modernisme à l'anglaise) Лоранс де Кар в переводе Юлии Эйделькинд.

## Издания на русском языке
- Де Кар, Лоранс. Прерафаэлиты. Модернизм по-английски = Les Préraphaélites : Un modernisme à l'anglaise / перевод с французского Юлии Эйделькинд. — Москва: Астрель : АСТ, 2003. — 127 с. — (Живопись. Открытие). — ISBN 5-17-008099-9.